# Бошковичи (Зворник)
Бошковичи (серб. Бошковићи) — населённый пункт (деревня) в общине Зворник, который принадлежит энтитету Республике Сербской, Босния и Герцеговина. По результатам югославской переписи населения 1991 года в Бошковичах проживало 583 человека.

## Население
В населении деревни преобладают сербы, доля остальных национальностей невелика.
| 1961                           | 1971 | 1981 | 1991 | - | - | - |
| ------------------------------ | ---- | ---- | ---- | - | - | - |
| 713                            | 737  | 801  | 583  | - | - | - |
| Гистограмма динамики населения |      |      |      |   |   |   |

### Национальный состав населения
на 1991 год:
- сербы — 517 человек (86,68 %);
- хорваты — 1 человек (0,34 %);
- мусульмане — 61 человек (10,46 %);
- югославы — 2 человека (0,34 %);
- другие и неизвестно — 2 человека (0,18 %).